# De Gerlache (månekrater)
de Gerlache er et nedslagskrater på Månen, beliggende langs Månens rand ved dens sydpol og inden for en kraterdiameter af Shackletonkrateret. Fra Jorden ses det på grund af sin placering fra kanten, og det ligger i evigt mørke. Derfor kan næsten intet andet end dets kant ses. Det er nogenlunde cirkulært med en smule nedslidning. Der ligger ikke kratere af betydning over dets rand, omend nogle kan være forbundet med de sydlige og vestlige sider. Krateret er opkaldt efter den belgiske polarforsker Adrien de Gerlache (1866 – 1934).
Navnet blev officielt tildelt af den Internationale Astronomiske Union (IAU) i 2000. 